# متنفر از زن
متنفر از زن یا دربار گرسنه یک نمایشنامه صحنه‌ای مربوط به اوایل دوره ژاکوبنی و یک کمدی از فرانسیس بیمونت و جان فلچر است. این نمایشنامه که یکی از اولین همکاری‌های آنهاست در سال ۱۶۰۷ به چاپ رسید.

## تاریخ و انتشار
این نمایشنامه در ۲۰ مه ۱۶۰۷ در فهرست ایستگاه‌داران ثبت شد و در اواخر همان سال توسط کتاب‌فروش جان هاجتس منتشر شد. دومین اثر کوارتوی اول در همان سال منتشر شد. صفحه عنوان هیچ نشانی از نویسنده را ارائه نمی‌دهد. تعدادی از منتقدان تاریخ ۱۶۰۵ را برای نمایشنامه درست می‌دانند، اما اکثر آنها تاریخ ۱۶۰۶ را ترجیح می‌دهند.
کوارتوی دوم در سال ۱۶۴۸ توسط همفری موزلی با انتساب به فلچر صادر شد. اثر دوم این کوارتوی دوم که در سال ۱۶۴۹ منتشر شد، نمایشنامه را هم به بومونت و هم به فلچر نسبت می‌داد و یک عنوان فرعی به نمایشنامه اضافه کرد که آن را The Woman Hater یا The Hungry Courtier نامید.
مانند سایر نمایشنامه‌های منتشر شده قبلی، متنفر از زن، از اولین فولیوی بومونت و فلچر در سال ۱۶۴۷ حذف شد. این نمایشنامه بعداً در سال ۱۶۷۹ در دومین فولیوی بومونت/فلچر گنجانده شد.
آهنگ «بیا، بخواب» از اکت سوم، تحت عنوان «خواب» گلچین شده‌است و اغلب موسیقی‌اش توسط آهنگسازان بعدی تنظیم شده‌است.